# شعير متدلي
شعير متدلي (الاسم العلمي:Hordeum nutans) هي نوع نباتي يتبع جنس الشعير من الفصيلة النجيلية.  